# Рудольф Небель
Рудольф Вільгельм «Віллі» Небель (нім. Rudolf Wilhelm „Willy“ Nebel; 21 березня 1894, Вайсенбург-ін-Баєрн — 18 вересня 1978, Дюссельдорф) — німецький інженер в галузі ракетної техніки.

## Біографія
У 1912-13 роках — на військовій службі, брав участь у Першій світовій війні, в 1916 році став військовим льотчиком (в 1918 році — командир ескадрильї). З 1916 року створював бойові порохові ракети проти літаків, кріпив 4 ракети на крила свого літака і запускав їх з далекої дистанції. Таким чином Небель збив ракетами 2 англійські літаки, проте одного разу 2 ракети вибухнули на його літаку і той загорівся. Небель пережив падіння літака, проте вирішив більше не використовувати ракети. Закінчив Вищу технічну школу в Мюнхені (1919). Працював у фірмі «Сіменс» (1919, 1927-29, 1935-37), в конструкторських бюро в Нюрнберзі (1920) і Берліні (1925-27) з Клаусом Ріделем. Один з творців Німецького ракетного товариства (1927) і Німецького товариства міжпланетних сполучень. У 1929 році з Германом Обертом працював над створенням рідинної ракети, як компоненти палива використовував рідкий кисень і бензин, в 1930 побудував її, успішний пуск відбувся 14 травня 1931 року піднялася на висоту 60 метрів. У 1931 році з К. Ріделем запатентував рідкий реактивний двигун. До кінця 1931 року випробував 87 малих ракет. В 1930 році організував ракетодром поблизу Берліна. У 1944 році займався виробництвом ракет Фау-1 в Нордгаузені. Після Другої світової війни працював над створенням ракет в мирних цілях. В 1963-65 роках — науковий радник Годесбергського товариства космічних досліджень. Активний популяризатор космонавтики (до 1972 прочитав близько 4000 лекцій), автор мемуарів (1972).

## Нагороди
- Залізний хрест
  - 2-го класу (1915)
  - 1-го класу (1917)
- Нагрудний знак пілота (Баварія) (1916)
- Почесний кубок для переможця у повітряному бою (1917)
- Нагрудний знак «За поранення» в чорному
- Почесний хрест ветерана війни з мечами
- Орден «За заслуги перед Федеративною Республікою Німеччина», офіцерський хрест (25 червня 1965)